# Balistes
Balistes – rodzaj morskich ryb rozdymkokształtnych z rodziny rogatnicowatych (Balistidae).

## Klasyfikacja
Gatunki zaliczane do tego rodzaju:
- Balistes capriscus – rogatnica[3]
- Balistes polylepis
- Balistes punctatus – rogatnica plamista[3], rożec[3]
- Balistes rotundatus
- Balistes vetula – rogatnica piękna[3], rogatka[4], wetula[3]
- Balistes willughbeii

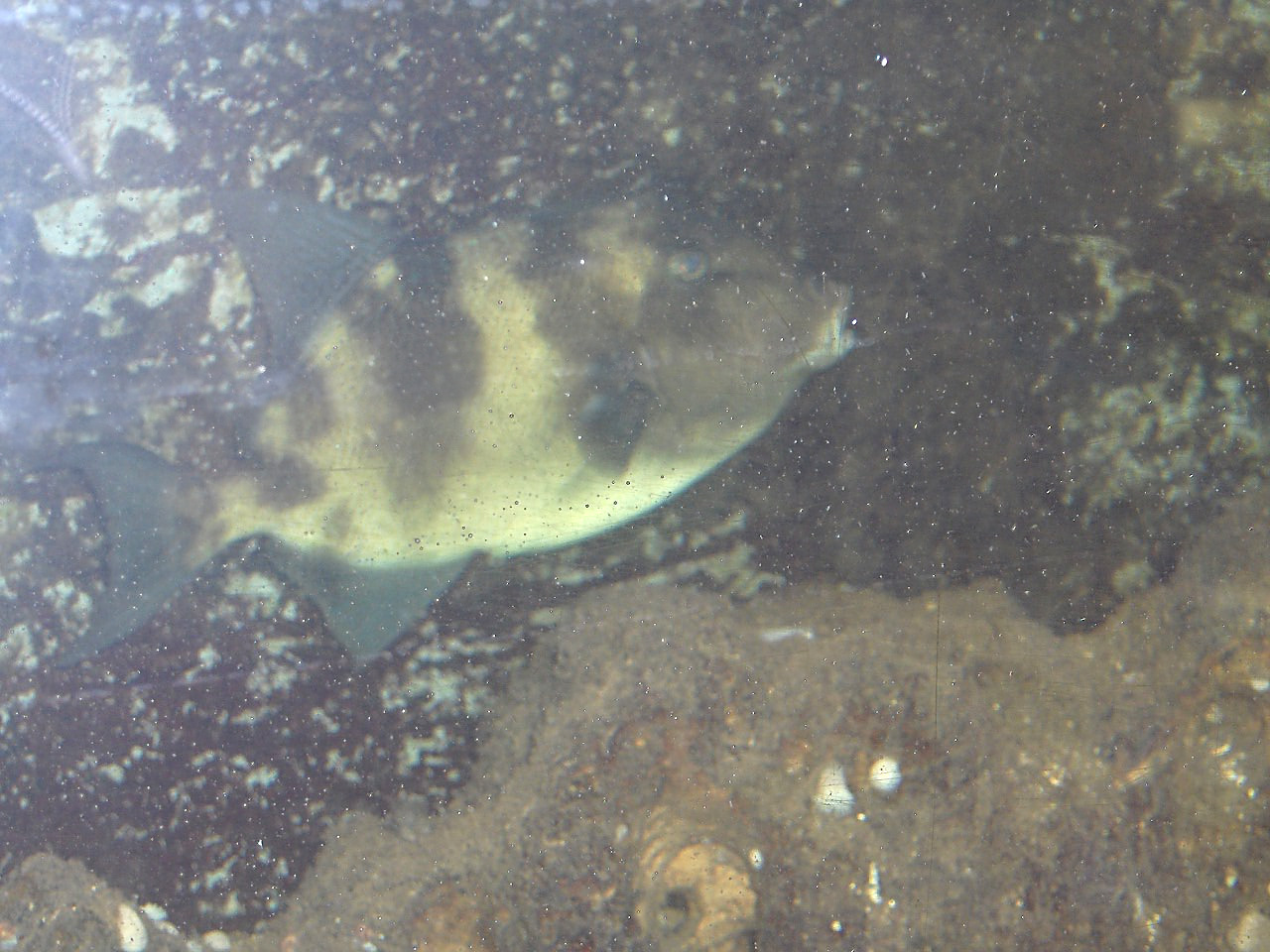
Balistes capriscus
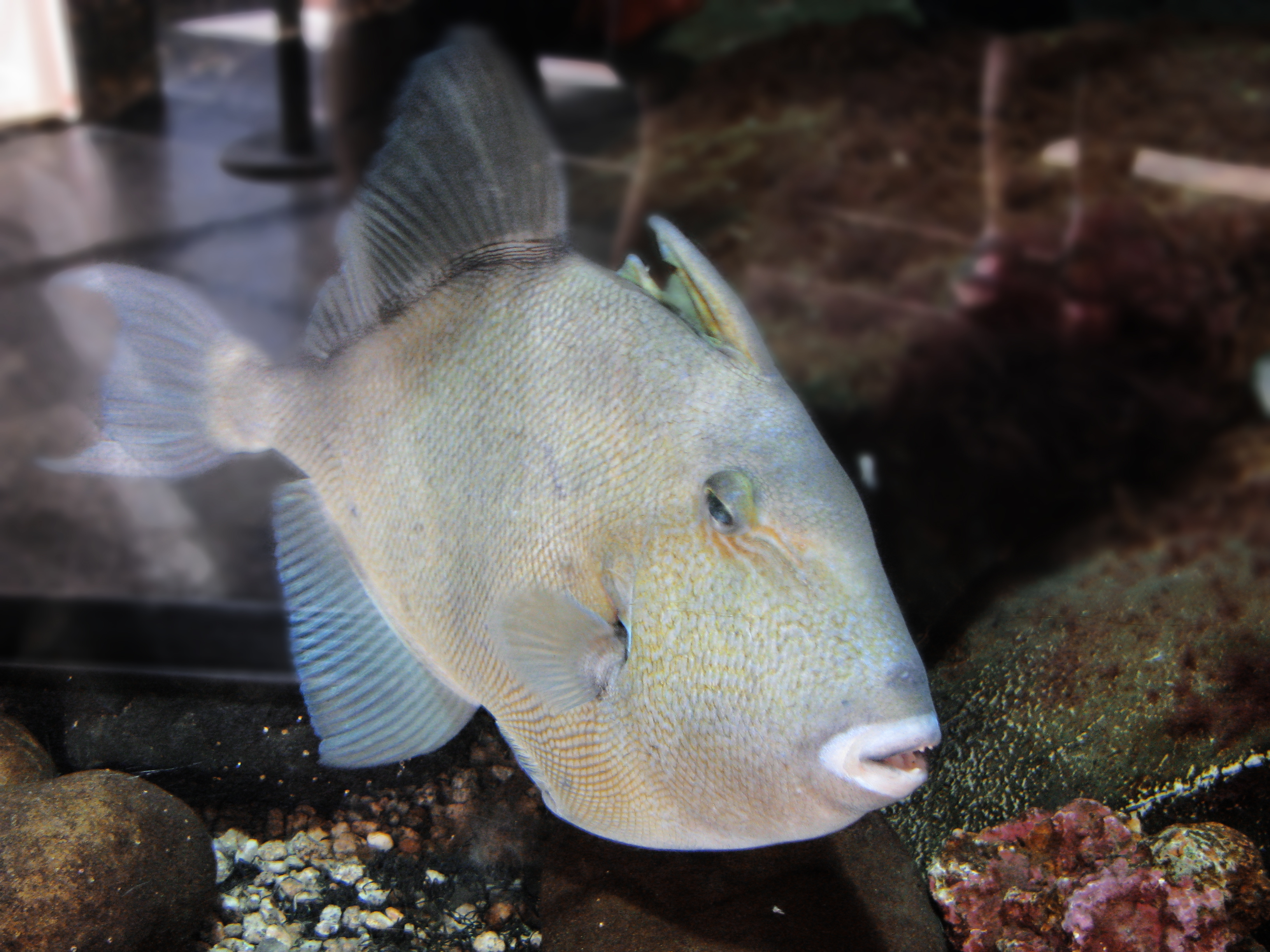
Balistes polylepis